# Панель-кронштейн
Панель-кронштейн — это односторонняя или двусторонняя конструкция, крепящаяся к стенам домов и столбам уличного освещения. Используется при размещении наружной рекламы. Является разновидностью светового короба.
Панель-кронштейны изготавливаются из тех же самых материалов, что и световые короба — акрил, полистирол, сотовый поликарбонат и баннерная ткань. Затем крепятся к стене здания или к столбу при помощи металлического каркаса.
Как правило, панель-кронштейн располагается перпендикулярно движению пешеходного и транспортного потоков, и служит как в виде рекламы, так и в виде указателя. Панель-кронштейны являются одним из наиболее популярных видов наружной рекламы, они относительно дешёвые в изготовлении и эффективны, так как привлекают больше внимания, располагаясь перпендикулярно потоку людей или транспорта.